# Janusz Janecki
Janusz Andrzej Janecki (ur. 21 stycznia 1937 w Siedliszczu, zm. 19 listopada 2008 w Lublinie) – polski architekt krajobrazu, naukowiec, przyrodnik, społecznik, profesor Szkoły Głównej Gospodarstwa Wiejskiego oraz Katolickiego Uniwersytetu Lubelskiego Jana Pawła II.

## Życiorys
Syn Stanisława (1884-1942) i Feliksy Heleny z domu Barańska (1893-1990). Brat Zofii Alicji Bogiel (1927-1999). Ukończył studia na Wydziale Ogrodniczym SGGW w specjalizacji kształtowanie terenów zieleni (1961). W 1973 uzyskał stopień doktora, a w 1983 – doktora habilitowanego. Od 1995 był zatrudniony na Katolickim Uniwersytecie Lubelskim Jana Pawła II na stanowisku profesora. Na tej uczelni stworzył od podstaw kierunek architektura krajobrazu KUL. Został też kierownikiem Katedry Kształtowania Krajobrazu i pierwszym dyrektorem Instytutu Architektury Krajobrazu KUL. Odniósł liczne sukcesy w pracy dydaktycznej, był promotorem i recenzentem nagradzanych prac naukowych, kierownikiem zespołów projektowych, organizatorem wielu wydarzeń oraz inicjatyw związanych z rozwojem dziedziny. Przez blisko 45 lat pracy zawodowej działał na rzecz ochrony przyrody w Polsce i rozwoju architektury krajobrazu.
Pracował m.in. w Lidze Ochrony Przyrody, Wyższej Szkoły Humanistycznej w Pułtusku (obecnie Akademia Humanistyczna w Pułtusku), Wyższej Szkole Ekologii i Zarządzania w Warszawie oraz w licznych komisjach i radach naukowych. Był m.in. jednym z delegatów z ramienia polskich organizacji pozarządowych na Szczyt Ziemi w Rio de Janeiro w 1992. Był także członkiem Kapituły Architektury Krajobrazu. Był autorem licznych opracowań projektowych z dziedziny architektury krajobrazu oraz wielu publikacji, m.in. wydanego w 1999 podręcznika „Fizjonomia polskiej szaty roślinnej”, zbioru esejów poetyckich pod tytułem „Liście” (wydane dwukrotnie w 2000 i 2003) oraz skryptu „Sto zasad dobrego projektowania”. Był badaczem szaty roślinnej Polski, a w szczególności zbiorowisk roślinności synantropijnej w miastach oraz zbiorowisk stepowych południowo-wschodniej Polski. Przedstawił propozycję nowego zespołu roślinnego Festuco  – Artemisietum austriacae. Opracował także nową metodę waloryzacji krajobrazu, którą określił mianem „Kryterium linii prostych”. Teoria opiera się o tezę, iż w naturze na żadnym stopniu jej organizacji nie występują linie proste. Stąd też proste w krajobrazie, budujące kształty antropogeniczne (zabudowa, infrastruktura) są naturze obce i świadczą o jej degradacji. Rozwinięcie metodyczne tej teorii bazuje na założeniu, że podstawą percepcji wizualnej krajobrazu są punkty zainteresowania w konkretnych polach widzenia, a podstawowym kryterium wartościowania krajobrazu w metodzie Janeckiego jest procentowy udział linii prostych w polu widzenia.
Brał udział w wykonaniu dokumentacji licznych obszarów chronionych, w tym parków krajobrazowych oraz wielu rezerwatów i pomników przyrody Lubelszczyzny i Mazowsza. Uczestniczył w pracach nad utworzeniem: Strzeleckiego Parku Krajobrazowego (utworzony w 1983), Mazowieckiego Parku Krajobrazowego (1986/1987), rezerwatów przyrody na Lubelszczyźnie: „Dębniak” (1978), obecnie znajdującego się na terenie Nadbużańskiego Parku Krajobrazowego, rezerwatów „Żmudź” (1980) i „Siedliszcze” (1975) w powiecie chełmskim, których był pomysłodawcą. Na Mazowszu: „Grabicz” (1978), „Świder” (1978), „Stawy Raszyńskie” (1978), „Biele Chojnowskie” (1979), „Bagno Jacka” (1981), „Dąbrowa świetlista” (1990), a także specjalnych pomników przyrody: „Mrowiska” w województwie mazowieckim, oraz „Kamieniołom” i „Wisienka stepowa” na Lubelszczyźnie. W latach 90. XX w. angażował się w działania związane z utworzeniem projektowanego Turnickiego Parku Narodowego. W 2000 został odznaczony Krzyżem Kawalerskim Orderu Odrodzenia Polski.
Profesor Janusz Janecki zmarł w wyniku powikłań powypadkowych 19 listopada 2008 roku. Pochowany jest na cmentarzu parafialnym w Warszawie–Aleksandrowie.

## Publikacje
- J. Janecki, 1974, Degeneracja lotniskowej runi darniowej na glebach lekkich, Phytocenosis3.3/4, s. 259–266.
- J. Janecki, 1981, Teoria linii prostych w krajobrazie, Miasto 6, s. 17–24
- J. Janecki, 1983, Człowiek a roślinność synantropijna miasta na przykładzie Warszawy, Wydawnictwo SGGW-AR, Warszawa.
- J. Janecki, 1995, Natura jest krzywa, „Człowiek i przyroda”, nr 3, Eko KUL, Lublin, s. 35–42.
- J. Janecki, 1999, Fizjonomia polskiej szaty roślinnej, Redakcja Wydawnictw KUL, Lublin.
- J. Janecki, C. Wysocki, 1976, Nowe trawy dla potrzeb terenów zieleni, Ogrodnictwo 6, s. 161–163.
- J. Janecki, 2003, Liście, Wydawnictwo Blue-Graph, Warszawa (II wyd.)[12]